# Няшино
Ня́шино (рос. Няшино) — присілок у складі Армізонського району Тюменської області, Росія.
Населення — 74 особи (2010, 106 у 2002).
Національний склад станом на 2002 рік:
- росіяни — 97 %